# Дом Л. И. Панфиловой
Дом Л. И. Панфиловой — памятник градостроительства и архитектуры регионального значения в историческом центре Нижнего Новгорода. Построен в 1895—1900 годах. Автор проекта не установлен.
Здание является частью застройки исторического района Большие Овраги. Представляет собой образец деревянной и каменно-деревянной архитектуры Нижнего Новгорода XIX — начала XX веков.
Дом с соседним зданием бывшей каретной и небольшим садом представляет собой пример дореволюционной мещанской загородной дачи.

## История
Улица Большие Овраги расположена на высоком берегу Оки на караю крупной овражной системы. В средние века данная территория была вне черты города за пределами Большого острога — дерево-земляного укрепления, возведённого в XVI веке, примыкая к издавна заселённому ямщиками району Ильинской улицы. Первые достоверные сведения об освоении территории Больших Оврагов относятся ко второй половине XVIII века, что было связано с Генеральным размежеванием города 1784—1787 годов, предвестником первого регулярного плана города. Тогда же ямщицкие дворы на Ильиной горе решили впервые обложить налогом, а не желавшим платить подати предписали селиться на бывших выгонных землях. Вследствие, в 1799 году вдоль Муромско-Московской дороги возникла новая Ямская слобода, были проложены и частично застроены Большая и Малая Ямская улицы, а также улица Большие Овраги.
Между городской застройкой и Ямской слободой долго сохранялся значительный разрыв, который ликвидировали только к 1825 году, когда жители слободы, по приговору городского общества, были приняты в большинстве своём в мещанское сословие Нижнего Новгорода. Довольно долгое время территория бывшей слободы была окраиной города, сосредоточием небогатого мещанства, но постепенно состояние её жителей росло и территория застраивалась всё плотнее и более добротными домами. В начале XX века здесь строили дачи представители нижегородской интеллигенции.
Примером старинной загородной дачи является дом № 17 по улице Большие Овраги 1895 года постройки — бывшая дача семьи Панфиловых. По информации жителей дома, глава семьи являлся дантистом, практиковал в собственном зубоврачебном кабинете на улице Грузинской в центре города. Рядом с дачей было построено приземистое одноэтажное деревянное строение (современный дом № 15) — бывшая каретная семьи Панфиловых. Главный дом, каретная и небольшой сад составляли комплекс дачи.
После революции дача была национализирована и приспособлена под коммунальное жильё.

## Архитектура
Дом двухэтажный деревянный с подвальным этажом, прямоугольный в плане, покрыт высокой вальмовой кровлей. Окна, освещающие подкрышное пространство, выполнены по типу «мезонина на четыре лица». Судя по первоначальному проекту, дом слева по главному фасаду украшала башня с бочкообразным шатром, а также открытая терраса, которые сегодня утрачены. Главный фасад имеет чёткое симметричное решение, три оси света, фланкирован лопатками, по центру устроен главный вход, завершённый полуциркулярной аркой-фрамугой. Окна украшены наличниками с накладной резьбой геометрического рисунка. Венчающий карниз сильного выноса поддерживается фигурными кронштейнами, украшен резными подзорами.